# Eiszeitlehrpfad Tiefwarensee
Der Eiszeitlehrpfad Tiefwarensee umrundet den Tiefwarensee am nordöstlichen Stadtrand von Waren (Müritz) im Landkreis Mecklenburgische Seenplatte. Der Wanderweg ist Teil D8 des Geoparks Mecklenburgische Eiszeitlandschaft. Für den neun Kilometer langen Rundweg sind gut zwei Gehstunden zu veranschlagen.

## Thema
Die Müritz und der Tiefwarensee sowie die gesamte Mecklenburgische Seenplatte sind durch die letzte Weichseleiszeit geprägt worden. Wie in einer Modellregion können deren verschiedene Stadien beobachtet werden. „Mit dem Geopark-Projekt wollen wir dieses geologische Naturerbe stärker als bisher der Öffentlichkeit zugänglich und für die regionale Tourismusentwicklung nutzbar machen“, heißt es auf der Internetseite des Geoparks Mecklenburgische Eiszeitlandschaft.

## Stationen
1. Die Erläuterungen beginnen am Parkplatz Friedhof.
2. Eiskeller Stüde: In früheren Zeiten wurden im Winter aus dem Eis des Tiefwarensees Blöcke gesägt, in einem Eiskeller gelagert und im Laufe des Jahres entnommen für die Verwendung in Fleischereien und Brauereien. Heute hat man vom Dach des Eiskellers eine gute Aussicht auf den See.
3. Kreuzweg Hohlweg – Werderweg: An dieser Stelle wurde eine Siedlung in der vorrömischen Eisenzeit nachgewiesen. Es gibt auch Spuren einer Rinderopferstätte. Die Brücke hier führt über den Schmelzwasserzufluss vom Melzer See zum Tiefwarensees.
4. Badestelle Schwalbenberg
5. Seeuferterrasse nach der Werder-Siedlung: In diesem Teil des Naturschutzgebietes Ostufer Tiefwaren – Falkenhäger Bruch findet man artenreiche Feuchtwälder und einen Hasel-Niederwald sowie einen Rotbuchenwald.
6. Geologischer Aufschluss (Sander): Am Tiefwarensee wurde Toteis von Sander überschüttet. Das heutige Seebecken senkte sich mit dem Abschmelzen des Eises ein. Die Schmelzwasser traten mit hohem Druck aus dem Inlandeis. Mit dem Ausbreiten der Ströme verloren sie an Geschwindigkeit. Da die Transportkraft nicht mehr ausreichte, setzte sich das mitgeführte Material als Sediment ab. Dazu gehörten sowohl Findlinge als auch feinkörnige Materialien.
7. Geologischer Aufschluss (Endmoräne): An dieser Station sieht man Geschiebemergel und feinsandigen Schluff. Erläutert werden die Begriffe Grundmoräne, Ablationsmoräne und Stauchendmoräne. Dabei werden die Satzendmoräne (Aufschüttungen des vom Inlandeis mitgeführten Materials beim Abschmelzen des Eises) und Stauchendmoränen (aufgeschobene Wälle in der Vorrückungsphase eines Gletschers) unterschieden.
8. Wolfsschlucht: Teil des eiszeitlichen Endmoränenzuges mit einem stattlichen und artenreichen Buchenwald. Es handelt sich um einen Ratskamp (ein Flurstück, dessen Einkünfte dem Warener Rat zustanden). Der Name „Wolfsschlucht“ soll in der Romantik (19. Jahrhundert) entstanden sein.
9. Aussichtsturm: Von dem Aussichtsturm dieser Station hat man einen Blick über den Tiefwarensee und die Endmoränenlandschaft, die am Rande des Rinnensees vorgelagert ist.
10. Klinik Amsee: Von der Klinik aus hat man einen Blick von Nordwesten her auf den Tiefwarensee.
11. Warener Buchen: Die Bäume stehen auf einem Endmoränenzug am Rande des Tiefwarensees.
12. Pommersche Wiese: Hier stehen seltene Pflanzen u. a. Orchideen.
13. Bungenberg: Auf diesem Berg trockneten Fischer früher ihre Bungen (= Reusen aus Netzflechtwerk).
14. Mühlenberg: Früher standen hier mehrere Windmühlen – heute ist es der Platz für Volksfeste und die Freilichtbühne.
15. Parkplatz Kegelbahn: Auch hier kann man gut das Auto stehen lassen und den Rundweg des Einzeitlehrpfades beginnen.
16. Bootsverleih: Wenn man die Eiszeitlandschaft vom Wasser des Tiefwarensees ansehen will, kann man hier ein Boot leihen.
17. Promenade – Südufer des Tiefwarensees: Von der Höhe der Promenade hat man einen Panoramablick von Süden her über den Tiefwarensee.

## Erläuterungstafeln

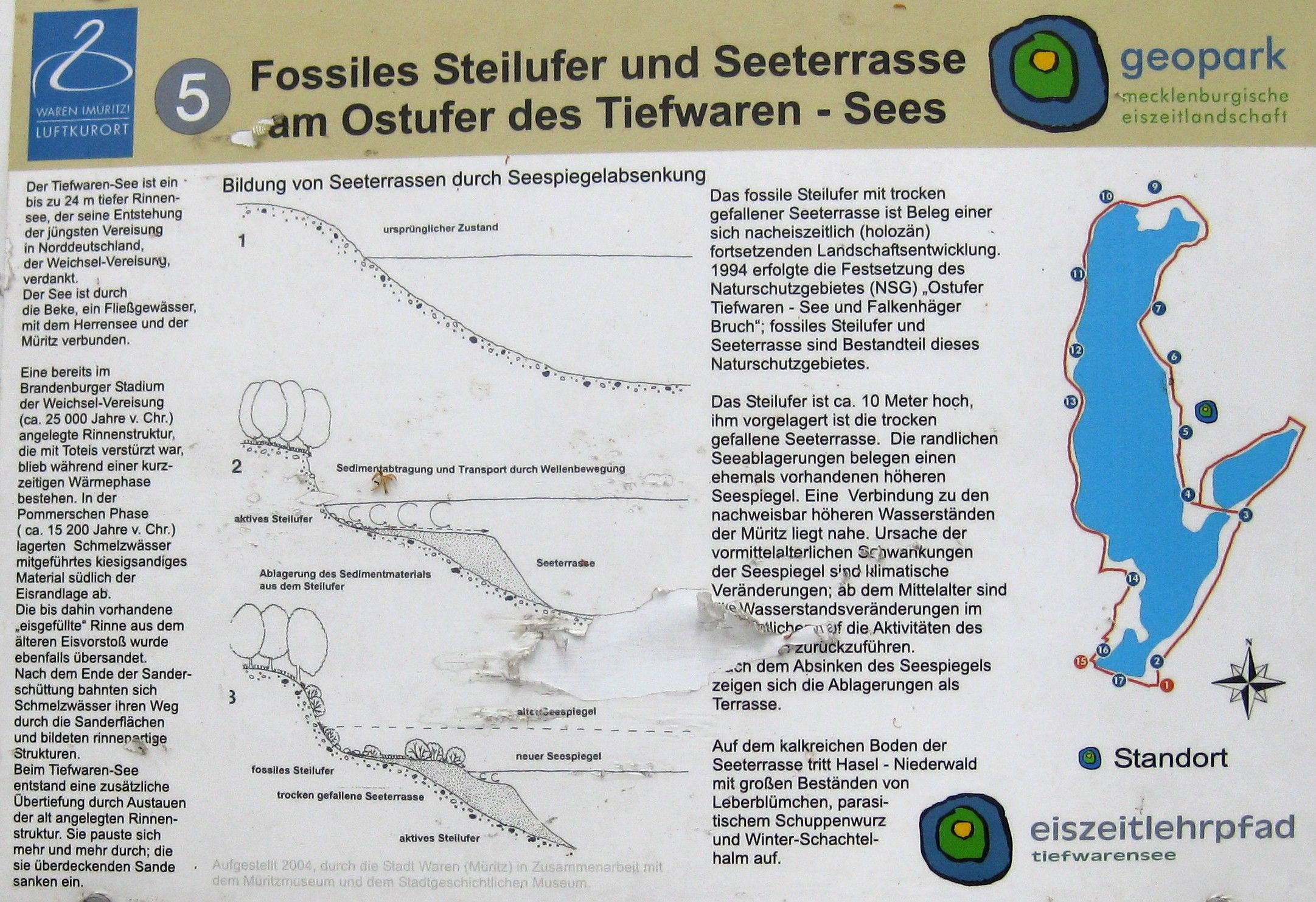
Seeuferterrasse
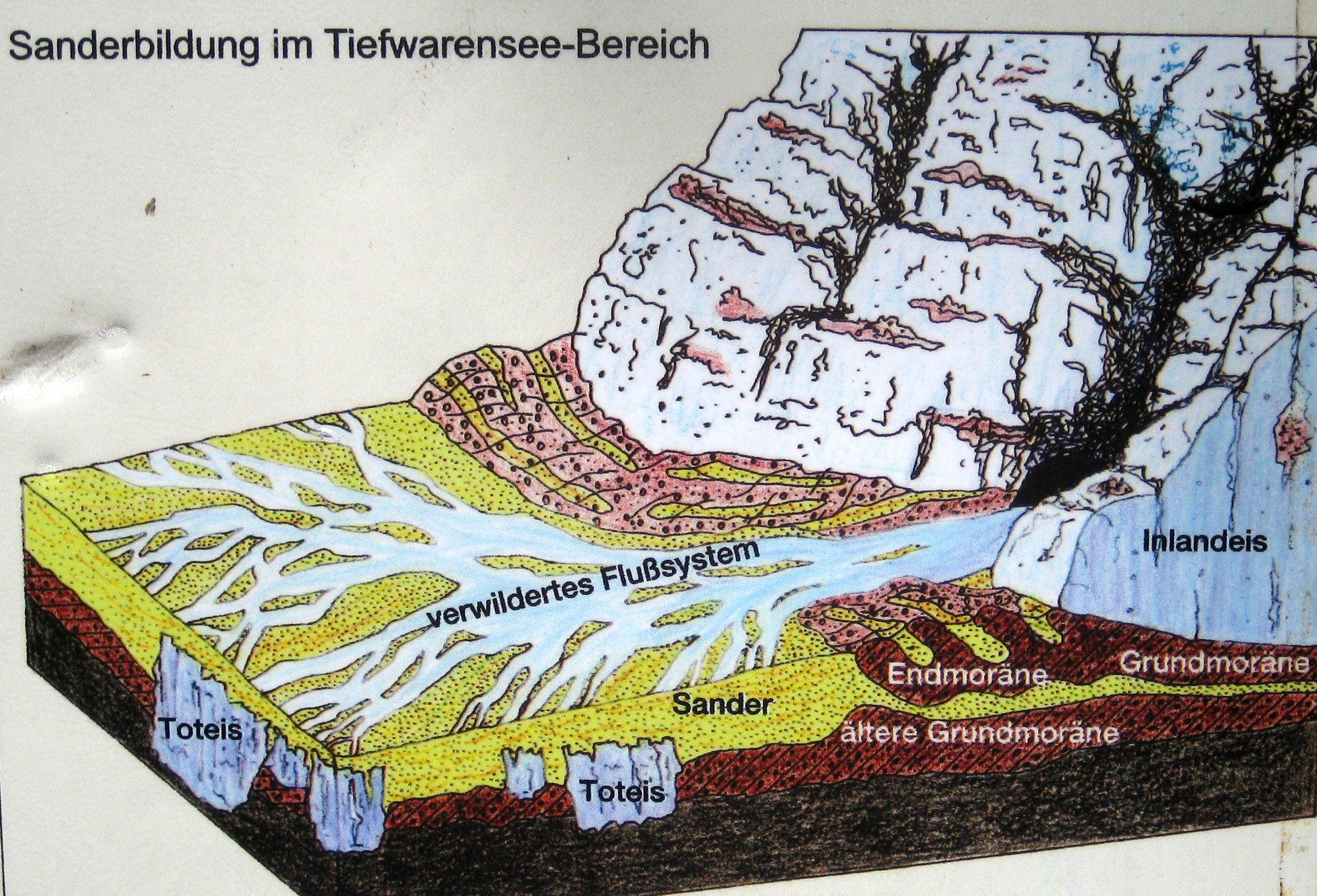
Sanderbildung
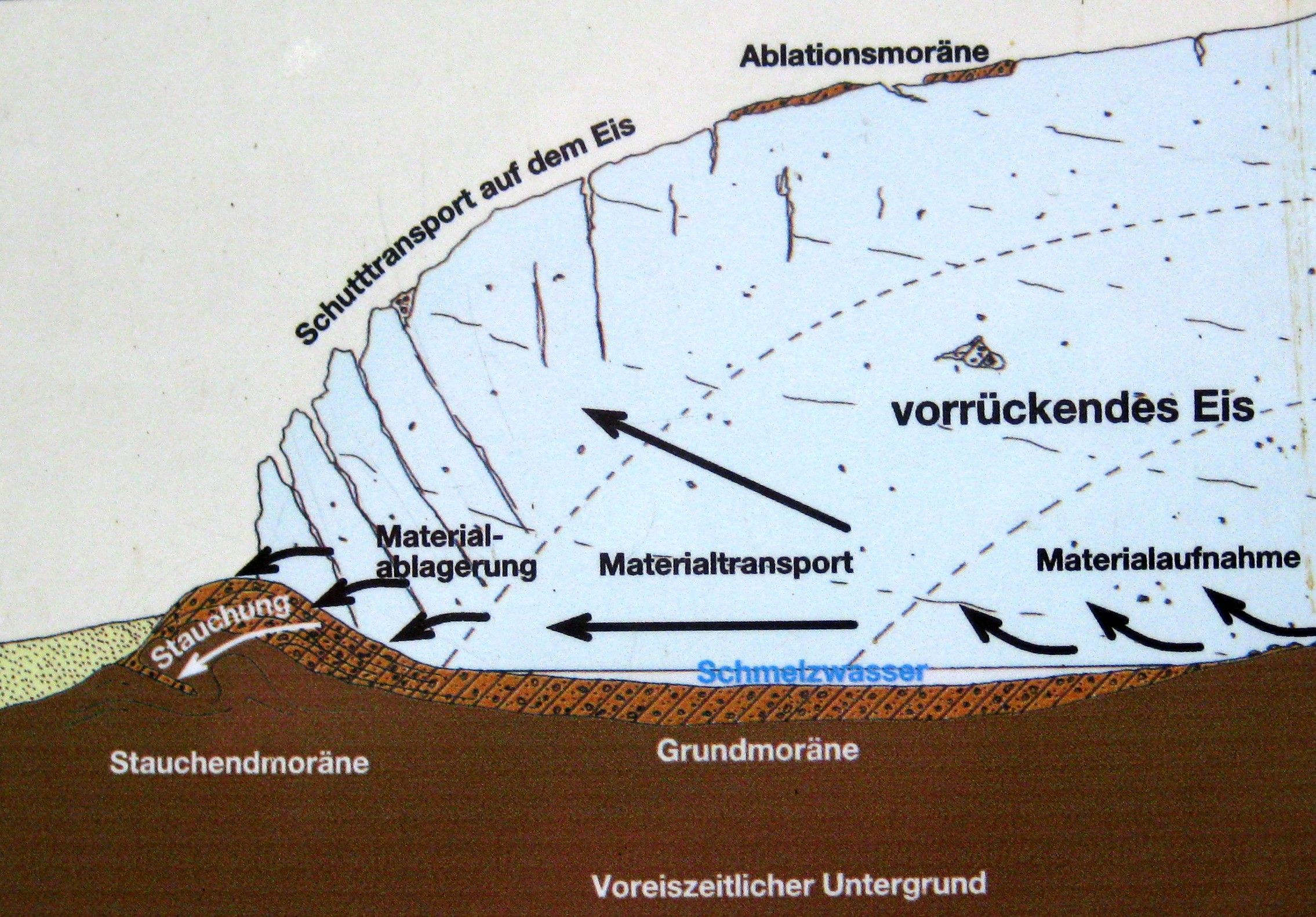
Moränenbildung

## Karten
- Geologische Karte der Eiszeitroute Mecklenburgische Seenplatte (PDF-Datei; 2,1 MB)